# Alexander Kevitz
Alexander Kevitz (New York, 1º settembre 1902 – New York, 24 ottobre 1981) è stato uno scacchista statunitense.
Nel primo rating ufficiale (1950) della Federazione statunitense di scacchi era al terzo posto con 2610 punti, dietro a Reuben Fine e Samuel Reshevsky. 
Dal 1929 al 1977 vinse sei volte il campionato del Manhattan Chess Club.
Altri risultati di rilievo:
- 1931:   3º nel torneo di New York, vinto da José Raúl Capablanca
- 1932:   2º nel campionato del Marshall Chess Club, vinto da Reuben Fine
- 1933:   2º-3º nel campionato del Marshall Chess Club, vinto da Reuben Fine

Nel 1924 vinse contro Capablanca in una simultanea tenuta da quest'ultimo a New York.
Nel 1928 vinse contro Emanuel Lasker in una simultanea con l'orologio su 10 scacchiere tenuta da Lasker al Rice Chess Club di New York.
L'apertura 1. d4 Cf6 2. c4 Cc6 è nota come difesa Kevitz-Trajkovic, in quanto adottata spesso da Kevitz e dallo jugoslavo Mihailo Trajković.
Di professione era un farmacista. 